# Gare de Périgueux-Saint-Georges
Gare de Périgueux-Saint-Georges vasútállomás Franciaországban, Périgueux településen.

## Vasútvonalak
Az állomást az alábbi vasútvonalak érintik:
- Coutras-Tulle-vasútvonal

## Kapcsolódó állomások
A vasútállomáshoz az alábbi állomások vannak a legközelebb:
- Gare de Périgueux